# Slatina (Kroatien)
Slatina er en by i regionen Slavonien i Kroatien. Den ligger i distriktet Virovitica-Podravina, hvor Dravadalen og foden af Papuk-bjerget mødes, i den centrale del af regionen Podravina (en), 29 km sydøst for Virovitica i en højde af 127 moh. Den blev regeret af Osmannerriget mellem 1542 og 1687, da den blev erobret af Østrigske tropper. Under det osmanniske styre var den oprindeligt en del af Sandjak af Pojega mellem 1542 og 1601, senere en del af Sandjak af Rahoviçe mellem 1601 og 1687. Den var distriktscenter i Virovitica distrikt i Kongeriget Kroatien-Slavonien mellem 1868 og 1918.
"Slatina" betyder "saltsø" på kroatisk. Der er dog ingen saltsø der mere.